# یوزف پیلسودسکی
یوزف کلمنس پیوسودسکی (به لهستانی: Józef Klemens Piłsudski) ‏ (۱۸۶۷–۱۹۳۵) سیاستمدار لهستانی بود.

## زندگی
پیوسودسکی در منطقه ویلنا از توابع امپراتوری روسیه متولد شد و تحصیلاتش را در دانشگاه خارکوف به پایان رساند. در ۱۸۸۷ به واسطه شرکت در فعالیت‌های سیاسی به سیبری تبعید شد و تا سال ۱۸۹۲ در آن منطقه به سر برد. پیوسودسکی متعاقب بازگشت به لهستان به انتشار روزنامه ای زیرزمینی مبادرت ورزید و پس از تأسیس جمهوری نوین لهستان، از سال ۱۹۲۲–۱۹۱۸ میلادی ریاست دولت را به عهده گرفت و از سال ۱۹۲۷–۱۹۱۸ میلادی به عنوان رئیس ستاد ارتش لهستان به انجام وظیفه پرداخت.
او از سال ۱۹۲۰–۱۹۱۹ میلادی به منظور حمایت از ارتش سفید، فرماندهی قوای نظامی لهستان را در جنگ با بلشویک‌ها برعهده گرفت. او در سال ۱۹۲۶ میلادی متعاقب به راه انداختن یک شورش نظامی، مسئولیت وزارت دفاع را برعهده گرفت و تا پایان عمر به عنوان دیکتاتور به حکومت ادامه داد. پیوسودسکی در سال ۱۹۳۴ میلادی برای تضمین استقلال کشورش، پیمان‌هایی را با آلمان و شوروی امضا کرد.
پیوسودسکی در ۱۲ مه ۱۹۳۵ میلادی درگذشت.